# يويا هيمينو
يويا هيمينو (باليابانية: 姫野 宥弥) (27 سبتمبر 1996 في أويتا في اليابان – )؛ هو لاعب كرة قدم ياباني سابق كان يلعب كلاعب وسط.

## وصلات خارجية
- يويا هيمينو على موقع رابطة كرة القدم اليابانية للمحترفين (اليابانية)
- يويا هيمينو على موقع قاعدة بيانات كرة القدم.إي يو (الإنجليزية)
- يويا هيمينو على موقع Soccerway.com (الإنجليزية)
- يويا هيمينو على موقع عالم كرة القدم.نت (الإنجليزية)